# Homosexualität in der Zentralafrikanischen Republik

Geografische Lage der Zentralafrikanischen Republik

Homosexualität ist in der Zentralafrikanischen Republik in weiten Teilen der Gesellschaft tabuisiert, homosexuelle Handlungen sind illegal.

## Legalität
Homosexuelle Handlungen sind illegal. Sie können mit Geldstrafe oder Freiheitsstrafe bis zu zwei Jahren geahndet werden. Es existiert kein Antidiskriminierungsgesetz in der Zentralafrikanischen Republik. Aufgrund der Illegalität besteht weder eine staatliche Anerkennung von gleichgeschlechtlichen Paaren, noch die Möglichkeit einer Gleichgeschlechtlichen Ehe oder eingetragenen Partnerschaft in der Zentralafrikanischen Republik.